# Музыка Тибета

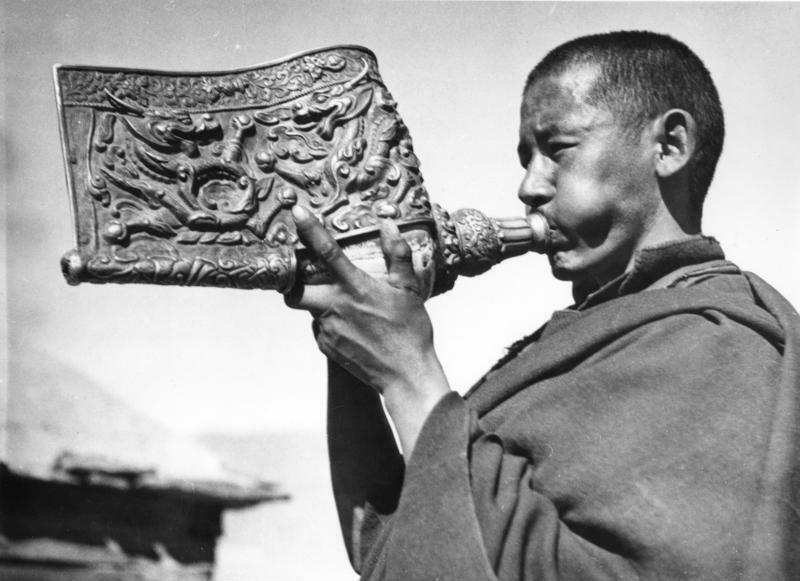

Тибетская музыка включает музыкальные традиции, с древности развивавшиеся населением высокогорных районов Гималаев (ныне эти районы входят в состав Китая, Индии, Бутана и Непала). Она также испытала значительное воздействие музыкальных традиций Центральной и Южной Азии.
Наиболее ранние музыкальные образцы тибетской музыки связаны с ритуалами анимистических культов, в первую очередь с древней религией бон (декламации и танец шаманов под аккомпанемент ударных инструментов). В древности также существовали разнообразные вокальные жанры — эпические песни бродячих музыкальных групп «бе-да», исполняющих сказание о Гэсэре, широко известные в Центральной и Восточной Азии, и др., а также различные и весьма своеобразные локальные стили — песни-танцы «кхабдро» (Бутан), сольное пение «жунгдра», песни в сопровождении лютни «нангма» (КНР) и другие. Наиболее характерным для тибетской музыки является антифонное пение.
В традиционной тибетской музыке широко применяются струнные инструменты (многие из них китайского и монгольского происхождения): символ тибетской песни шестиструнная лютня драньен, семиструнная непальская лютня, двух — или четырехструнная скрипка «пиуан», 25-струнная цитра «гьюман». В качестве духовых инструментов используются — поперечные флейты «линбу» и «донглам» (так называемая сиротская флейта).
В VII—IX веках с распространением буддизма музыкальные традиции Тибета тесно переплетены с культовой практикой дзонгов (крепостей-монастырей). Вокальная музыка в этой новой культуре представлена песнопениями, исполняемыми в низком регистре, в ограниченном голосовом диапазоне, с богатой орнаментацией напева. Эти песнопения исполнялись как на тибетском языке, так и на санскрите. Среди них различаются речитации-песнопения — чодон, чоджод, чодеб, появление которых относят к VII веку — они просты по структуре и использовались не только в буддийских ритуалах, но и в светских церемониях; а также появившиеся в XI веке «джанг», которые обладали более развитой интонационной структурой и всегда исполнялись в медленном темпе. В ансамблевом пении выделялись ведущие голоса (умдзад) с особой техникой вокала, для которой были характерны частое применение регистровых переключений, типа йодлей, а также подчеркнутые вздохи в качестве ритмических акцентов. Нередко встречаются имитации голосов животных, связанных с системой символов буддизма.

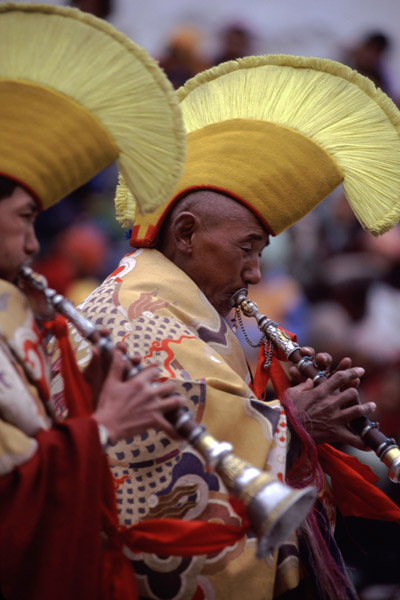

С IX—X веков особое значение в тибетской музыке приобрел распев религиозно-мистических гимнов гур. Наибольшую известность получили гимны жившего в 11-12 вв. поэта-мистика Миларепы (сборник «Океан мелодий»). Инструментальные композиции не играют самостоятельной роли в буддийских церемониях, их роль сводится к разделительным интермедиям между песнопениями. В состав инструментального ансамбля, обычно это 12 — 18 музыкантов, входят: духовые — гьялинг (типа гобоя), дунгчен (металлическая труба), дунгкар (рог из раковины), канглинг (короткий металлический рожок, ранее изготавливался из человеческой кости); ударные — различные виды барабанов, гонг карнгаи, колокольчик дрилбу. Музыка, исполняемая на всех ритуальных инструментах, обычно строится на мелодических и ритмических формулах, имеющих определенную семантику. В тибетской музыке применяется специфическая нотная система, мнемонического характера.
В буддийских ритуалах важная роль принадлежит циклам магических танцев, исполнение которых сопровождается барабаном нгашунку и тарелками ролмо. Появление такого типа танцев относят к добуддийскому периоду, однако к XV—XVI векам они стали составной частью ритуально-мистической драмы чам (по-монгольски — цам), которая популярна и поныне.
В тибетской культуре существует и более светская танцевальная драма — аче-лхамо. Она основана на буддийских легендах, и сопровождается речитативными декламациями, сольным и хоровым пением.
С середины XX века на территориях, населенных тибетцами, стали возникать культурные учреждения современного типа — в Бутане Центр искусства и ремесел в Тхимпху (с 1950-х годов), в Индии — Институт тибетологии Намгьял в Гангтоке (с 1958) и Тибетский Институт сценических искусств (c 1959, en:Tibetan Institute of Performing Arts). Эти институты много сделали для исследования тибетской музыкальной культуры и её популяризации. Современные тибетские буддийские музыканты и исполнители участвуют в разнообразных концертах — проповедях, а также иногда сотрудничают с европейскими музыкантами и исполнителями, неравнодушными к буддийской тематике.
В XXI веке вклад в популяризацию тибетской музыки внесла Алан Дава Долма, которая, являясь весьма популярной в Китае и Японии певицей тибетского происхождения, исполняет часть своих песен на тибетском языке.